# Джексон, Уильям Генри
Уильям Генри Джексон (4 апреля 1843 — 30 июня 1942) — американский художник, фотограф, издатель, геолог и исследователь, более всего известный своими фотографиями индейцев и американского Запада, где он выполнял работы по геологической съёмке во время Гражданской войны в США.
Уильям Генри Джексон родился в Кизвилле. Первый из семи детей Джорджа Холлока Джексона и Гарриет Марии Аллен. Он был внучатым племянником Сэмюэла Уилсона, ставшего прототипом национального символа Америки Дяди Сэма.
Первым обнаружил обращение частично проявленного изображения при воздействии света - псевдосоляризацию - в 1857 году.
В 1867 году вместе со своим братом Эдвардом Джексоном он поселился в Омахе и занялся фотографией. 
Первый человек, сфотографировавший Йеллоустонские водопады. Впоследствии он много путешествовал и приобрёл известность также благодаря фотографиям, сделанным в Океании и Азии.